# August Seebeck
Pour les articles homonymes, voir Seebeck.
August Ludwig Friedrich Wilhelm Seebeck (né le 27 décembre 1805 à Iéna, décédé le 19 mars 1849 à Dresde) était un scientifique de l'Université technique de Dresde.

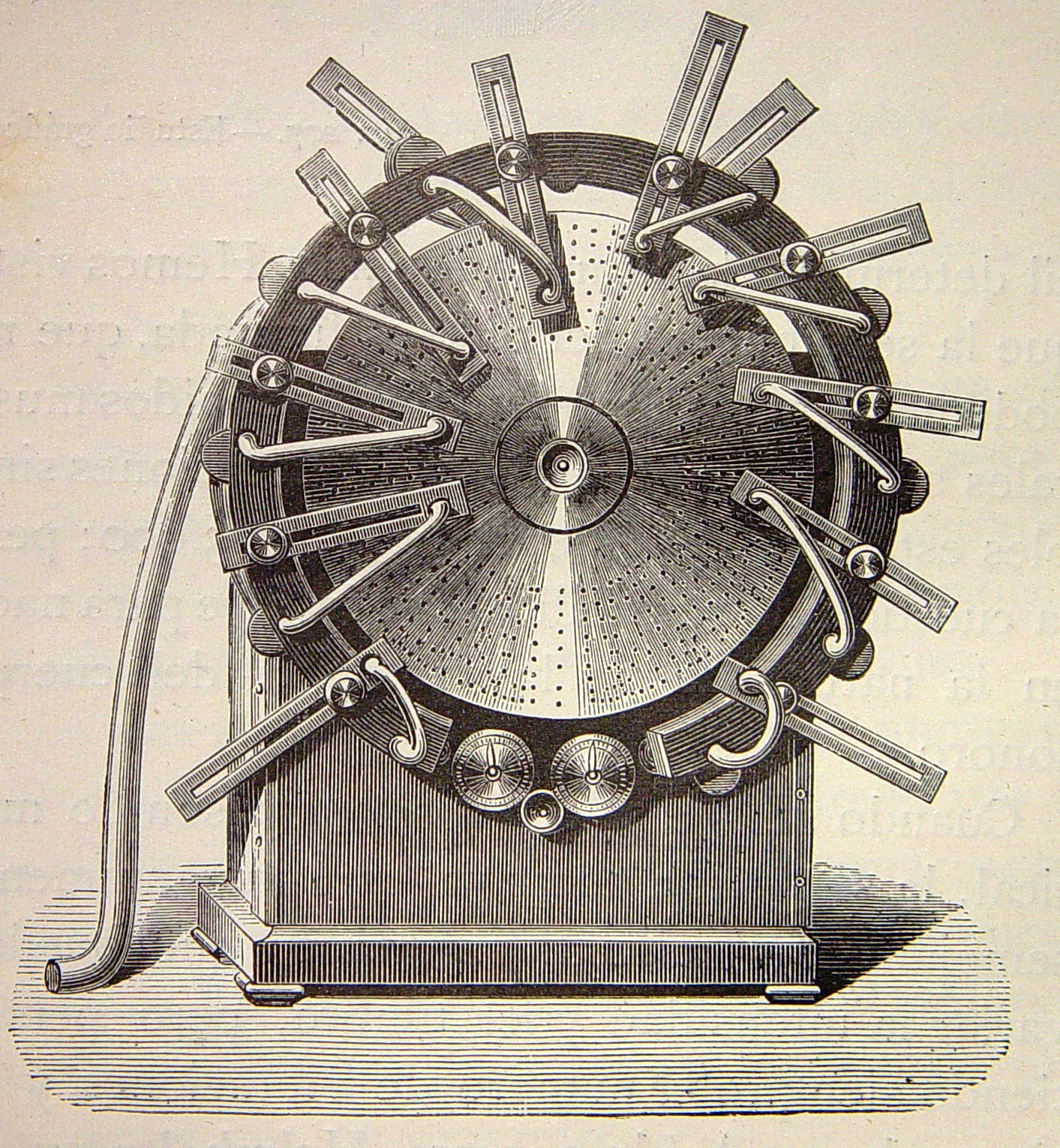
Version améliorée de la sirène à trous de Seebeck, développée par le physicien allemand Karl Rudolf Koenig (1882).

August Seebeck est principalement connu pour ses travaux sur le son et l'audition, en particulier ses expériences avec une sirène acoustique qui ont démontré que la hauteur d'un son ne dépendait pas du fait que le son ait une composante de fréquence fondamentale de la fréquence du son. Ses observations et théories sont aujourd'hui très appréciées,, mais ont historiquement souffert dans le conflit avec Georg Ohm et Hermann von Helmholtz, qui ont développé une vision du son des tons sous forme d'analyse de Fourier.
« Wodurch kann über die Frage, was zu einem Tone gehöre, entschieden werden, als eben durch das Ohr ? »
— August Seebeck, 1844, The Residue Revisited

« Comment la question de savoir ce qui fait un son peut-elle être tranchée autrement que par l'oreille ? »
— The Residue Revisited
En ce qui concerne la loi acoustique d'Ohm, les historiens ont conclu que Seebeck "a réussi à discréditer l'hypothèse et a forcé Ohm à se retirer du domaine".

## Biographie
August Seebeck est le fils du physicien Thomas Seebeck. August Seebeck grandit d'abord à Bayreuth et à Nuremberg. De 1816 à 1819, il fréquente le lycée de Nuremberg et de 1819 à 1824 le lycée zum Grauen Kloster à Berlin. Il étudia ensuite les mathématiques et les sciences naturelles à l'université de Berlin de 1824 à 1828, sous la direction de son père. Dès 1830, Seebeck obtient son doctorat avec la thèse "Observationes de corporum lucem simpliciter refringentium angulis polarisationis". Une série d'articles scientifiques dans le domaine de l'optique et de l'acoustique lui valent rapidement une grande estime dans les cercles savants. Son doctorat fut rapidement suivi de son habilitation à l'université Friedrich Wilhelms de Berlin. Après avoir soutenu sa thèse, il accepta d'enseigner dans différents lycées berlinois et fut nommé en 1843 directeur de l'Institut de formation technique de Dresde (prédécesseur de l'actuelle Université technique), fondé en 1828. En 1845, il fut admis comme membre correspondant de l'Académie royale des sciences de Prusse. En 1846, année de sa fondation, il devint membre ordinaire de la Königlich Sächsische Gesellschaft der Wissenschaften.
Il est mort prématurément de la variole en 1849. Ses travaux portaient sur l'optique et les problèmes acoustiques.

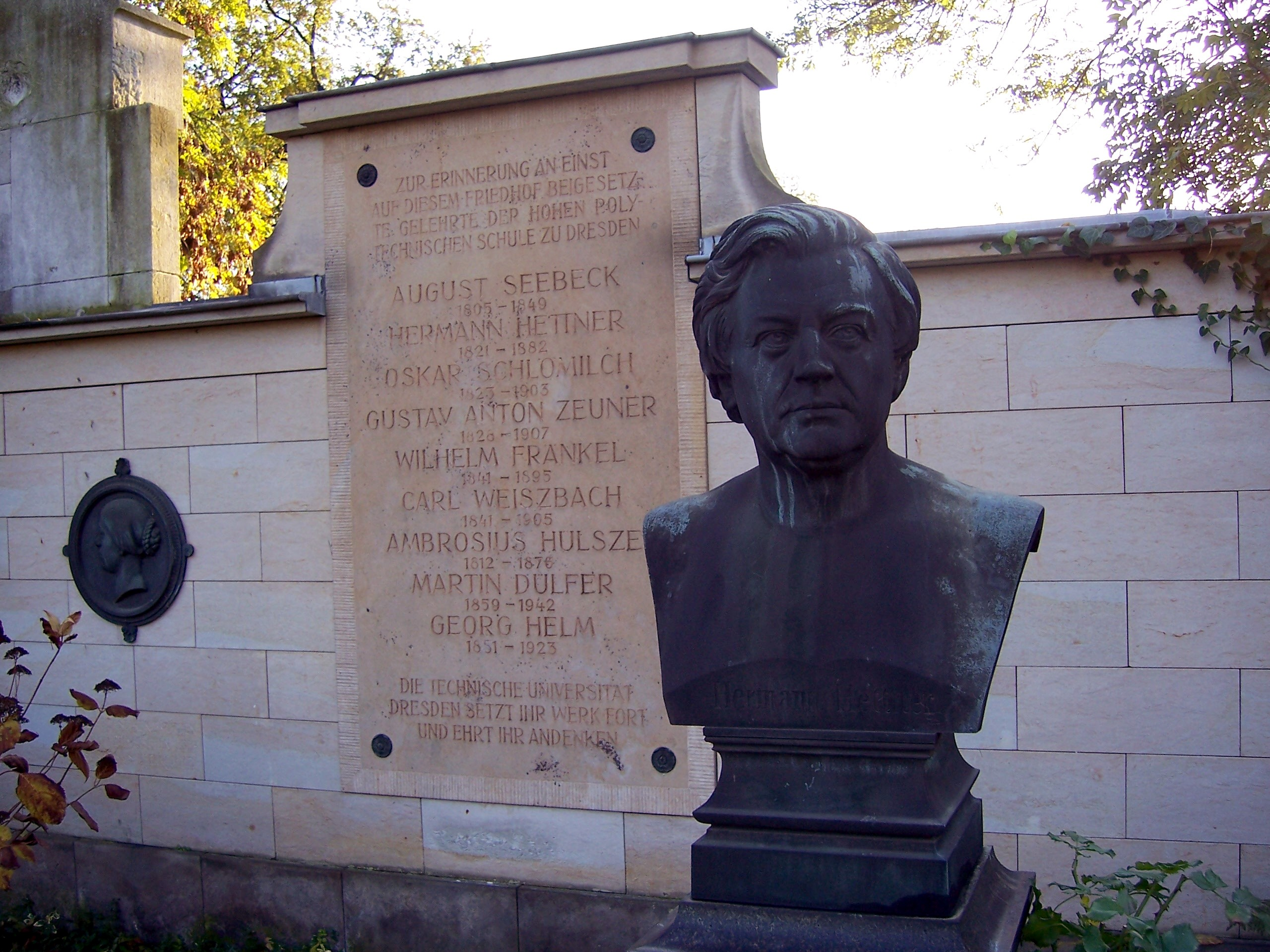
Mémorial commun pour les anciens professeurs et érudits de l'université technique de Dresde au cimetière Alte Annenfriedhof à Dresde. Entre autres pour August Seebeck (tout en haut de la plaque).

## Travaux
Parmi les travaux scientifiques les plus remarquables d'August Seebeck, on compte ses premières recherches sur la physiologie de la vision, grâce auxquelles il a donné une base mesurable au daltonisme, jetant ainsi un pont précoce entre la médecine et la physique. Il a également étudié la quantification des sons et la propagation du son. L'utilisation de la "sirène à trou de Seebeck" lui a permis d'acquérir des connaissances fondamentales sur la physique des sons et sur le comportement des ondes sonores, comme l'interférence et la cohérence, la position des phases en cas de réflexion sur une paroi et la direction normale des ondes en cas de diffraction. Par analogie avec le sens des couleurs, il s'agissait également d'une contribution précoce à la physiologie de l'audition. En 1846, Seebeck a traité mathématiquement la corde vibrante en tant que modèle d'une source sonore et a ainsi enrichi la physique médicale ainsi que sa didactique. Sa grande réputation scientifique s'est également traduite par son élection en tant que membre ordinaire de la Société royale saxonne des sciences de Leipzig à l'âge de 40 ans seulement, l'année de la fondation de cette société savante.

## Œuvres
- Repertorium der Physik (Hrsg. H. W. Dove). Bd. 6: Akustik. Berlin 1842
- Repertorium der Physik (Hrsg. H. W. Dove). Bd. 8: Akustik. Berlin 1849